# Vaour
 Vaour  (en occitano Vaur) es una población y comuna francesa, ubicada en la región de Mediodía-Pirineos, departamento de Tarn, en el distrito de Albi. Es el chef-lieu del cantón de Vaour, aunque Penne y Milhars la superan en población.

## Demografía
| 302 | 405 | 352 | 310 | 295 | 248 |
| Para los censos de 1962 a 1999 la población legal corresponde a la población sin duplicidades (Fuente: INSEE [Consultar]) |     |     |     |     |     |